# 겐뒨 최펠

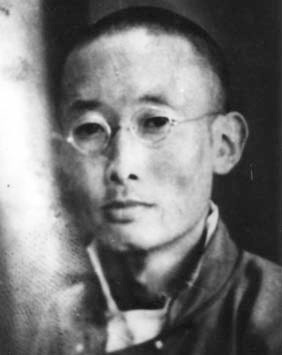

겐뒨 최펠(티베트어: དགེ་འདུན་ཆོས་འཕེལ།, 중국어: 更敦群培: 1903년-1951년)은 티베트의 예술가, 작가, 학자다. 승려 출신으로, 티베트 인문주의와 티베트 불교의 세속화의 선구자다. 20세기 티베트 지성사의 논쟁적 인물이다.
오늘날 중국 청해성인 암도 지방에서 닝마파 활불의 아들로 태어났다. 1906년 그 역시 활불의 환생이라고 지목되어 아마찰서제사에 들어가 공부하게 되었다. 1912년 구족계를 받아 중이 되었고 1914년 서소사에 들어가 공부하고 또한 문법과 시학을 가르치는 선생이 되었다. 1917년 겔룩파 사찰인 저찰사로 가서 인명학 등을 배웠고, 이 때 "겐뒨 최펠"이라는 법명을 얻었다.
1921년 감남의 납복릉사로 가서 문사학원에 들어 인명학을 계속 공부했다. 이 시기 겐뒨 최펠은 다른 승려들과 논쟁을 서슴지 않았다. 1926년이 되면 겐뒨 최펠은 학원에서 가장 우수한 승려가 되었고, 납복릉사 주위 일대에서 전도 생활을 하며 영어를 익혔다. 때때로 기계에 관심이 많았으며 직접 모형배를 만들기도 했다.
1927년 3월, 겐뒨 최펠은 납복릉사를 떠나 1928년 라싸에 도착했다. 먹고살기 위해 그림을 그렸으나 곧 그 실력이 라싸에 널리 알려져 생활이 안정되었다. 1929년 철방사에 들어가 《석량론》、《중론》 등을 공부했고, 13개 겔룩파 과정 중 11개를 완강했다. 겐뒨 최펠의 논쟁벽은 여기서도 여전했다. 그는 고문에 관해 대답하기 어려운 질문을 던지곤 했고, 이런 태도에 화가 난 다른 학승들과 주먹다짐을 하기도 했다.
1934년, 인도 학자 라훌 산크리탸얀이 티베트로 와서 불경을 연구했고 겐뒨 최펠은 그의 연구를 도우며 어울렸다. 1934년 11월 인도로 건너간 겐뒨 최펠은 다즐링에 거하면서 범어와 영어를 공부했다. 마가보제학회에서 실론으로 파견하자 거기서 팔리어를 익혔다. 이 인도 생활 당시 겐뒨 최펠의 생활은 매우 궁핍했다. 결국 그는 다른 티베트 승려들과 함께 1938년 5월에서 9월 사이에 귀국했다.
인도의 근대화와 독립운동을 목격한 겐뒨 최펠은 시사적인 글을 많이 썼고, 그 저술 다수가 월간지 『율촉 소세우 사르규르 멜롱』(티베트의 거울)을 통해 출판되었다. 이런 시론들에서 힌두교, 기독교, 영국 제국주의를 모두 비판했다. 그런데 영국에 관해서는 캘커타 블랙홀이나 고아 이단심문소 같은 착취의 행태를 비판하면서도 영국 식민당국이 사티 같은 악습을 근절하려 하는 것은 잘 하는 일이라고 평가했다.
겐뒨 최펠은 인도에서 티베트 혁명당 창당에 참여했다. 인도를 떠나면서 인도와 티베트의 국경을 조사하여 지도를 그렸다. 또한 나열혁과 함께 『청사』 티베트어본을 영어로 번역하고 『법구경』 팔리어본을 티베트어로 번역했다.
1946년 겐뒨 최펠은 라싸에 돌아왔다. 12년간 공부를 하고 온 그를 사람들은 환영했다. 하지만 돌아온 겐뒨 최펠의 수중에는 스토브 하나와 후라이팬 하나 등이 들어 있는 서류가방 하나 뿐이었다. 얼마 뒤 겐뒨 최펠은 화폐위조사범 혐의로 체포되었다. 하지만 그것은 구실일 뿐이었고 그가 티베트 혁명당과 연루된 것이 실제 체포 이유였다. 겐뒨 최펠은 4년간 옥고를 치르고 1950년 출소되었다. 염세주의에 빠진 겐뒨 최펠은 술을 마시기 시작했다.
이 시기에 『백사』라는 역사서를 저술했으나 미완으로 남았다. 중공군이 라싸를 강점하고 얼마 지나지 않은 1951년 12월 사망했다.
룩 세들러의 영화 《티베트의 성난 승려》가 겐뒨 최펠의 전기영화다.

## 같이 보기
- 티베트 혁명당

## 참고 자료
1. ↑  Lopez Jr., Donald S. (2006). The Madman's Middle Way: Reflections on Reality of the Tibetan Monk Gendun Choephel. Chicago: The University of Chicago Press. ISBN 0-226-49316-4.
2. ↑  Claude Arpi. 1962 and the McMahon Line Saga Lancer Publishers. : 250 pages. ISBN 978-1-935501-57-2 . (영어)
3. ↑  Schaeffer, Kurtis R; Kapstein, Matthew T; Tuttle, Gray, 편집. (2013). “Tibetans Addressing Modern Political Issues”. Sources of Tibetan Tradition. Columbia University Press. 753쪽.
4. ↑  安樂業. 國際藏學史導論. 亞太政治哲學文化出版. 2016-06-01: 324. ISBN 978-986-91739-5-7.

- 杜永彬，《二十世纪西藏奇僧·人文主义先驱更敦群培大师评传》，中国藏学出版社，2000年，ISBN 7-80057-408-3
- 更敦群培著，格桑曲批译，《更敦群培文集精要》，中国藏学出版社，1996年，ISBN 7-80057-293-5